# Battaglia di Pinos
La battaglia di Pinos fu uno scontro navale tra la flotta spagnola al comando dell'ammiraglio Bernardino Delgadillo y Avellaneda e le navi sopravvissute della spedizione di Francis Drake nelle Indie occidentali spagnole, al comando del suo luogotenente, sir Thomas Baskerville. Lo scontro ebbe luogo al largo dell'Isola di Pinos nel corso della guerra anglo-spagnola iniziata nel 1585. Lo squadrone spagnolo uscì vittorioso dallo scontro catturando due navi inglesi.

## Antefatto
Dopo il fallito attacco a San Juan de Puerto Rico ed a Panama, scontri durante i quali Francis Drake e John Hawkins erano morti per dissenteria, la flotta inglese ancorata a Portobello si riorganizzò prima di fare ritorno in Inghilterra. Sir Thomas Baskerville, generale delle forze di sbarco, venne quindi eletto dai suoi ufficiali a nuovo comandante della flotta in ritirata, le cui navi erano in numero di 18 dal momento che due di queste, la Delight e la Elizabeth, erano andate distrutte affondando. Due generali, 15 capitani e 22 ufficiali erano morti in combattimento per dissenteria; gli uomini erano profondamente demoralizzati a bordo.
La flotta inglese era partita da Portobello l'8 febbraio. Alcuni giorni dopo una tempesta divise le navi. Alcune navi fecero ritorno in Inghilterra dopo una sosta in Giamaica, mentre Baskerville, col grosso della flotta, fece rotta verso Cabo Corrientes nella costa settentrionale di Cuba. In Spagna, nel frattempo, la notizia dell'attacco di Drake e di Hawkin a Gran Canaria aveva raggiunto la corte spagnola. Una flotta di 8 galeoni e 13 altri vasceli (prevalentemente hulk e pinacce) al comando del capitano generale Don Bernardino de Avellaneda, con Juan Gutiérrez de Garibay come ammiraglio, Juan de Villaviciosa come capitano di bandiera, e circa 3000 uomini a bordo, venne inviata da Siviglia a Cuba, che si supponeva fosse l'obbiettivo degli inglesi. All'inizio di marzo giunsero a Cartagena de Indias, venne disposto l'inseguimento di Baskerville.

## La battaglia
Il 7 marzo, parte della flotta di Avellaneda sorprese una nave inglesi a sud di Cienfuegos. Questa era la Pegasine al comando di Thomas Maynarde. Gli spagnoli riportarono diversi danni, ma alla fine la nave riuscì a fuggire evitando i pericolosi scogli di Pinar del Río, raggiungendo l'Inghilterra il 3 maggio, appena una settimana prima che Avellaneda incontrasse il grosso della flotta inglese che si riforniva d'acqua e legname alla baia di Guaniguanicos, sull'Isola di Pinos, a sud di Cuba. Avellaneda immediatamente ordinò alle sue navi di attaccare il nemico in vista. Baskerville, la cui ammiraglia era la stessa di John Hawkins, La Garlande, ad ogni modo, tentò di evitare il combattimento portandosi velocemente verso Cabo San Antonio. Gran parte delle navi inglesi riuscirono a fuggire perché abbandonarono le loro scialuppe ed i loro bagagli in acqua. Il viceammiraglio Juan Gutiérrez de Garibay con tre navi d'avanguardia riuscì ad intercettare e a catturare comunque due navi degli inglesi: un galeone con 300 uomini e una patache con 25 uomini a bordo, prigionieri che vennero posti ai lavori forzati per la costruzione delle fortificazioni di L'Avana. Le perdite degli spagnoli ammontarono ad 80 tra morti e feriti e l'affondamento di una nave da guerra.

## Conseguenze
La flotta di Avellaneda inseguì gli inglesi sino al vecchio canale di Bahama. Il 22 maggio, ritornando a L'Avana, catturarono la pinaccia di John Crosse, la Little Exchange, al largo del porto. Le navi inglesi che ritornarono in patria, delle 28 che avevano iniziato la spedizione a febbraio, ora erano solo otto. I sopravvissuti raggiunsero Plymouth lo stesso giorno in cui la flotta tesoriera spagnola sbarcava a Sanlúcar de Barrameda con 20 000 000 di dollari spagnoli, uno dei più grandi carichi di denaro mai giunti dalle Americhe.